# Xocolata desfeta

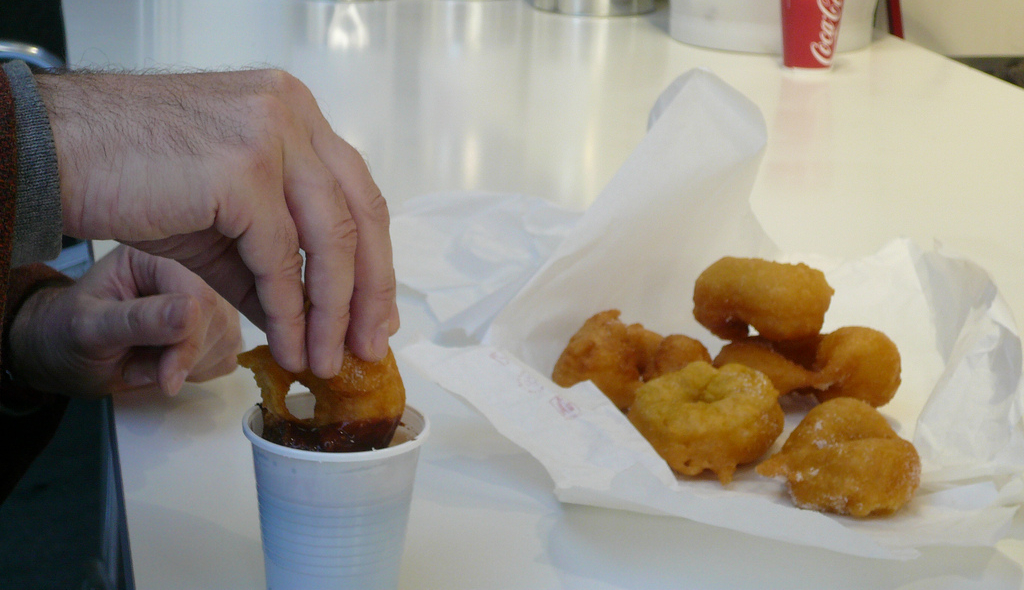
És comú sucar els bunyols (o coca, pa, pastes, etc.) a la xocolata desfeta

La xocolata desfeta o xocolate bullit és una beguda calenta i més o menys densa a base de xocolata dissolta habitualment en llet, tot i que pot ser en aigua. Cal no confondre-la amb la llet amb cacau, o llet aromatitzada amb una mica (una cullerada sopera per got de llet) de cacau en pols. De vegades s'hi pot afegir una petita quantitat de fècula (normalment, farina de blat de moro) perquè a l'hora de coure-la augmenti el seu gruix. S'hi poden posar espècies, com ara canyella, algun alcohol, com un raig de brandi, o completar amb nata muntada per sobre (en aquest cas s'anomena suís). Es pot acompanyar de llesques de pa, melindros, coca, bunyols o també amb alguna pasta de pastisseria, com una ensaïmada o un croissant. A Madrid és típic menjar-ne amb xurros. Es menja generalment per esmorzar o berenar.
Un tipus de xocolata per desfer i que és artesanal és la xocolata a la pedra, típic i tradicional a Catalunya. Es fa molturant les faves de cacau amb pedres, usant la tècnica antiga que s'emprava a Mèxic en temps pretèrits. Abans la molta es feia a mà, avui a màquina, però continuen usant-se pedres, com ara el granit. Això li dona a la xocolata una qualitat especial, més granulada.
Antigament, es solia prendre la xocolata desfeta en una tassa especial, anomenada xicra.

## En literatura
"Xocolata desfeta, exercicis d'espill" és el títol d'un llibre de Joan-Lluís Lluís, (ed. de la Magrana, 2010). Es tracta d'exercicis d'estil en què la mateixa història és explicada de 123 maneres diferents. El carrer Petritxol de Barcelona, famós per les seves xocolateries, és el marc principal d'aquestes històries.

## A l'art

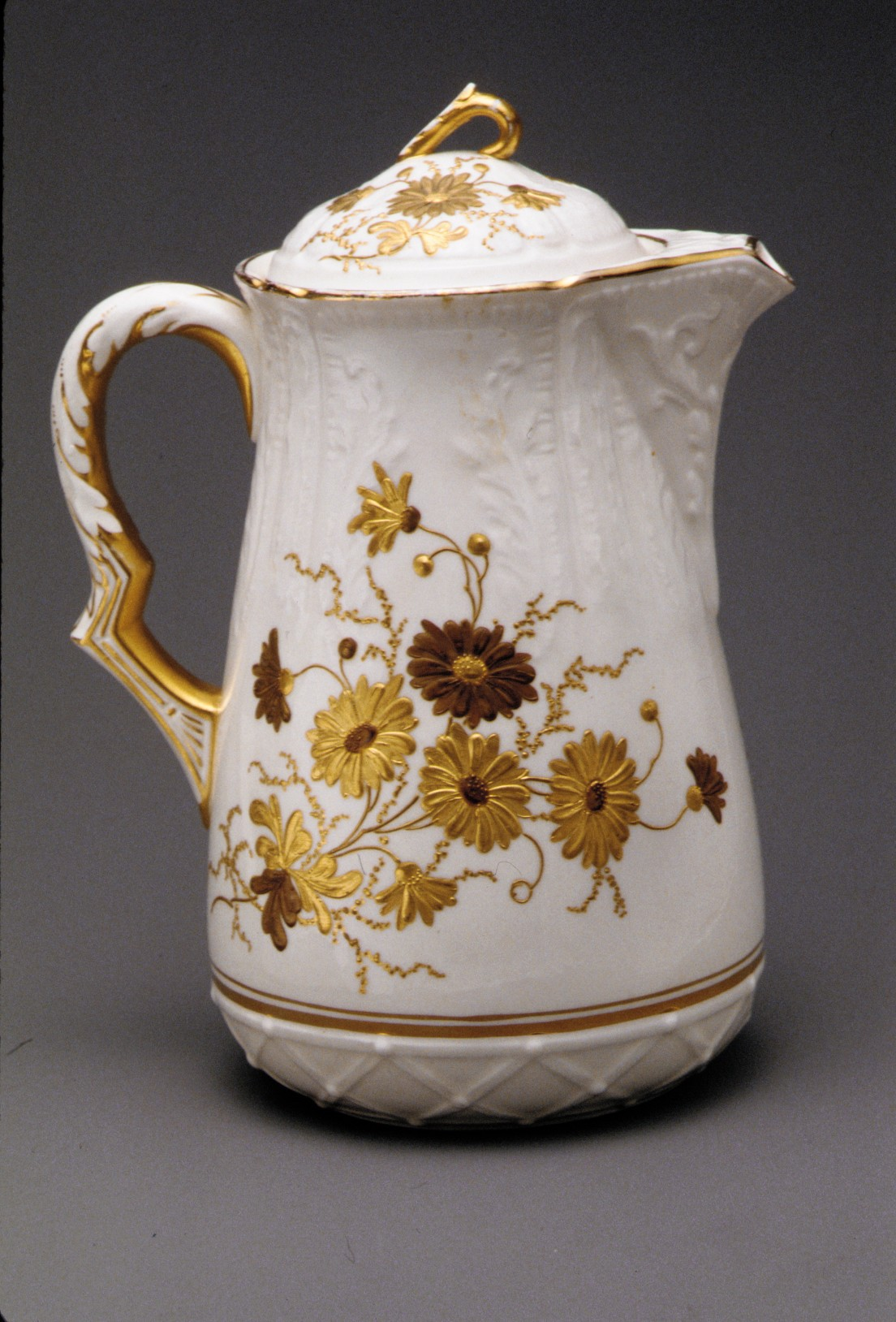
Gerra per xocolata de porcellana amb decoració floral (circa de 1900), Museu Metropolità d'Art, Nova York.
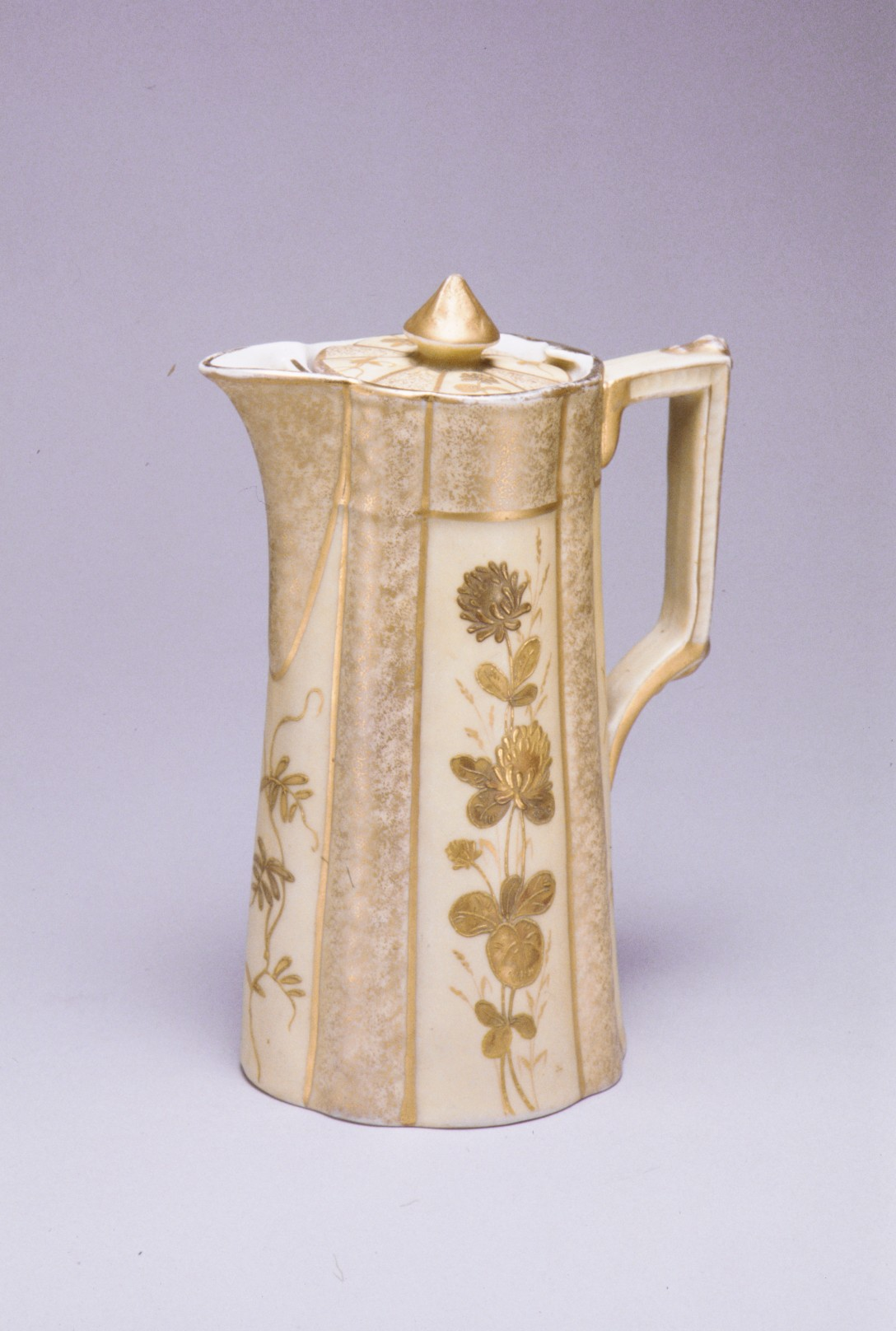
Gerra per xocolata de porcellana (circa de 1890), Museu Metropolità d'Art, Nova York.
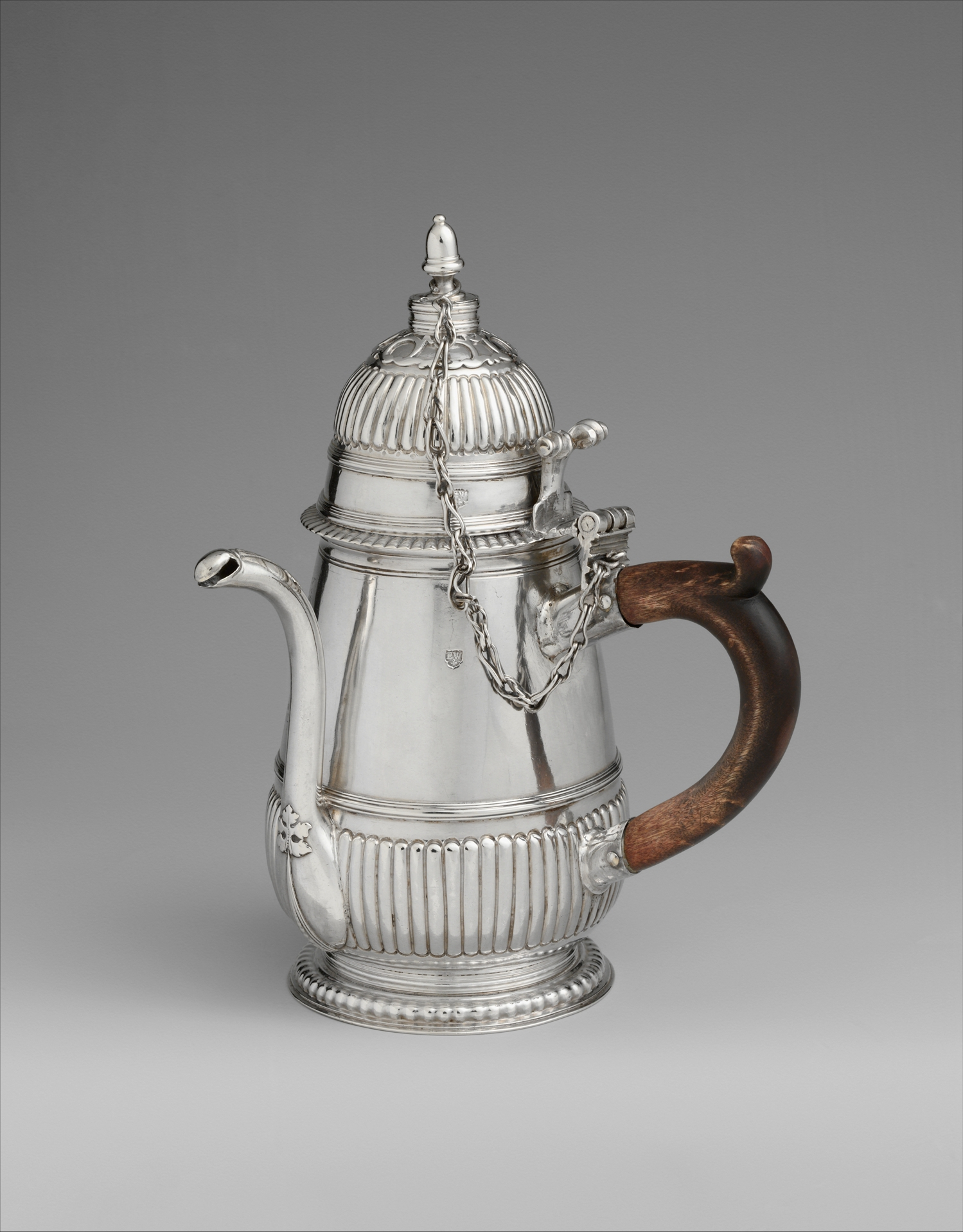
Gerra per xocolata de porcellana (circa de 1700), Museu Metropolità d'Art, Nova York.
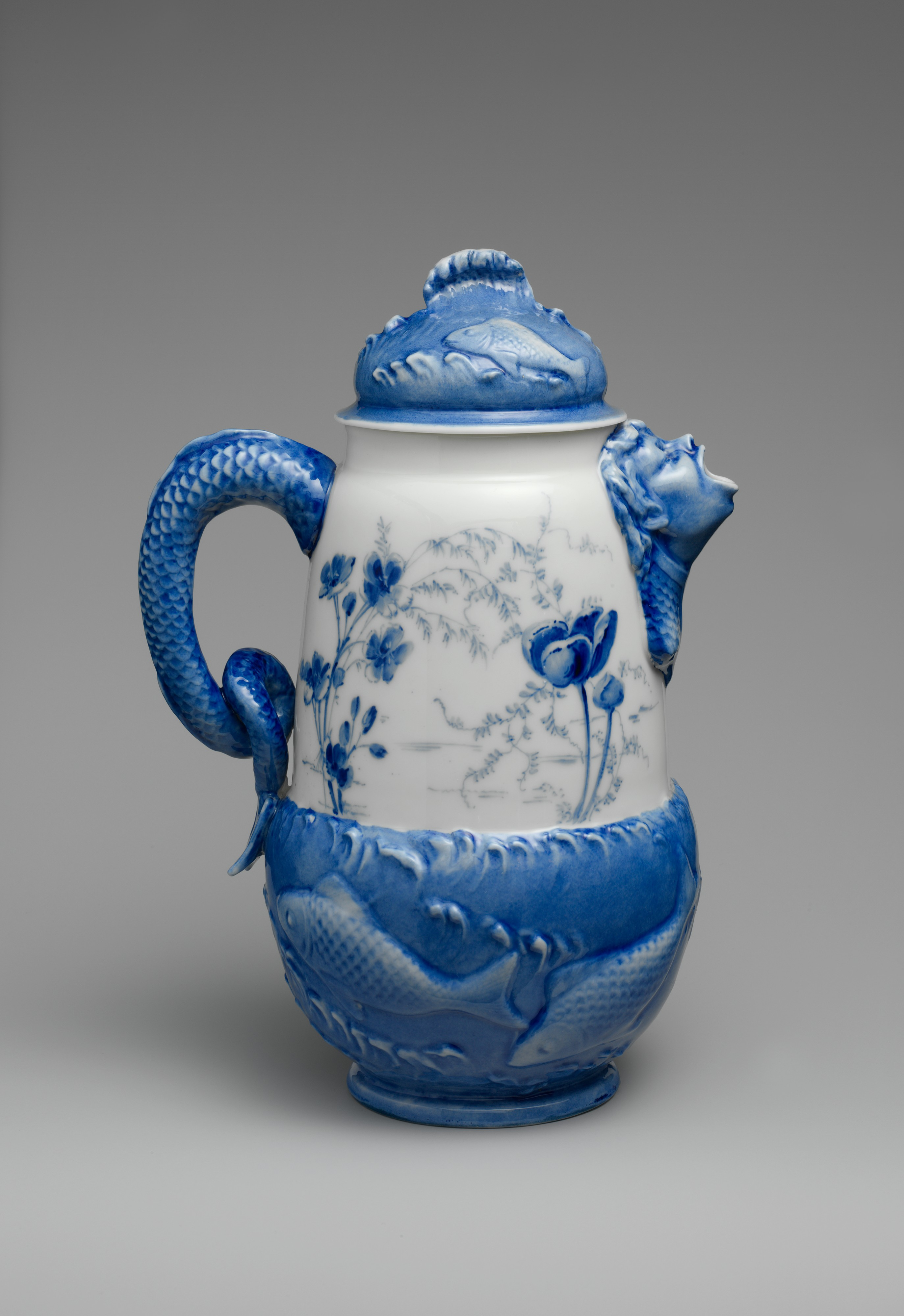
Gerra per xocolata de porcellana blava i blanca (1890-1896), Museu Metropolità d'Art, Nova York.
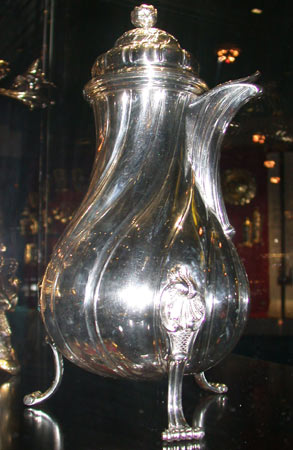
Gerra per xocolata de plata (Lille, 1779), Victoria and Albert Museum, Londres.